# 童年快報

1992年《童年快報》第139期封面

《童年快報》是一本於1980年代末葉出現，未經日本漫畫出版社合法授權的盜版漫畫週刊，由臺灣快樂童年出版社於1989年7月創刊，企圖在盜版漫畫雜誌市場分一杯羹。

## 創刊源起與概要
這本盜版漫畫週刊是趁著臺灣法律的空窗期竄起的，原本在1970年代臺灣有許多出版社自日本引進漫畫，未經合法授權自行翻譯出版。1987年7月15日解嚴之後，漫畫出版送審制度自動失效，漫畫盜印業界頓時呈現百家爭出的混亂局面，搶譯、搶稿甚至撞稿的情況比比皆是。靠著盜版千葉徹彌漫畫《好小子》起家的東立出版社因嚴格要求翻譯品質而樹立口碑，當時的出版量約佔75%左右。1988年由於市場競爭白熾化，東立與其餘八家出版業者商議所有的日本漫畫按市場佔有率抽稿分配，東立取得45%的分稿量，其餘55%由八家均分；而市面上依舊充斥著盜版日本漫畫。
1989年底，市場上突然竄出現一本名為《童年快報》週刊，打破了分稿協議的默契；於是九家盜版業者再次協商，期刊出版不受分稿協議的約束。不過《童年快報》定價新台幣100元，因消費主力中、小學生負擔不起此價格，每週發行量僅有八、九千本，銷售成績並不好。
眼見《童年快報》殺出，東立出版社也創立《少年快報》，並於1992年以23萬冊的發行量創下臺灣漫畫史上最高的紀錄。這個佳績帶動其他盜版漫畫期刊的誕生，市面上曾同時出現多達二十餘種漫畫雜誌。1992年6月因臺灣修正著作權法，規定翻譯外國人的著作只能販售至1994年6月12日為止（也就是所謂的「六一二大限」），該盜版雜誌遂停止發行。

## 功與過
1960年代初期臺灣開始實施漫畫審查制度以來，扼殺了本土漫畫創作的空間。從原本葉宏甲的《諸葛四郎》和陳海虹的《小俠龍捲風》開創的漫畫創作風潮，到「南許北游」、洪義男、蔡志昌、范萬楠（藝南）、淚秋、陳益男、王朝基、陳文富等人接手發展的武俠漫畫之路，都被審查制度淹沒。取而代之的日本盜版漫畫迅速填補市場的真空，突圍殺出的《童年快報》間接促使《少年快報》創下23萬冊的驚人銷售量。這些未獲日方正式授權的漫畫雜誌替出版社和印刷廠帶來經濟效益，加上當時臺灣社會日趨開放，能夠賺錢的漫畫產業引起大家的注目，也間接使得「漫畫」成為流行文化。
相對來說，《童年快報》這種盜版漫畫期刊扼殺了本土漫畫創作者的生存，卻是不爭的事實；而且在讀者大量接觸日本漫畫的情況下，本土創作者的畫風與劇情勢必向「日本化」靠攏。此外，當時臺灣沒有明訂過濾色情、暴力的規範，容易誤導兒童與青少年的價值觀，戕害其身心發展；譬如《少年快報》曾刊載池上遼一所繪的《十項王子》（後來時報文化取得版權後更名為《帝王之子》）就出現許多兒童不宜的畫面，而桂正和所繪的《電影少女》亦出現描寫女性身體細部（雖然沒有露點）的畫面。在漫畫分級制度尚未上路前，對兒童與青少年的身心影響甚鉅。

## 外部連結
- 1989年童年快報創刊號 （页面存档备份，存于）